# Chiesa di San Giovanni del Groppo
La chiesa di San Giovanni Battista o del Groppo è un luogo di culto cattolico situato nella frazione capoluogo di Molini di Prelà nel comune di Prelà, in provincia di Imperia. La chiesa è sede della parrocchia di San Giovanni Battista della diocesi di Albenga-Imperia.

## Storia e descrizione

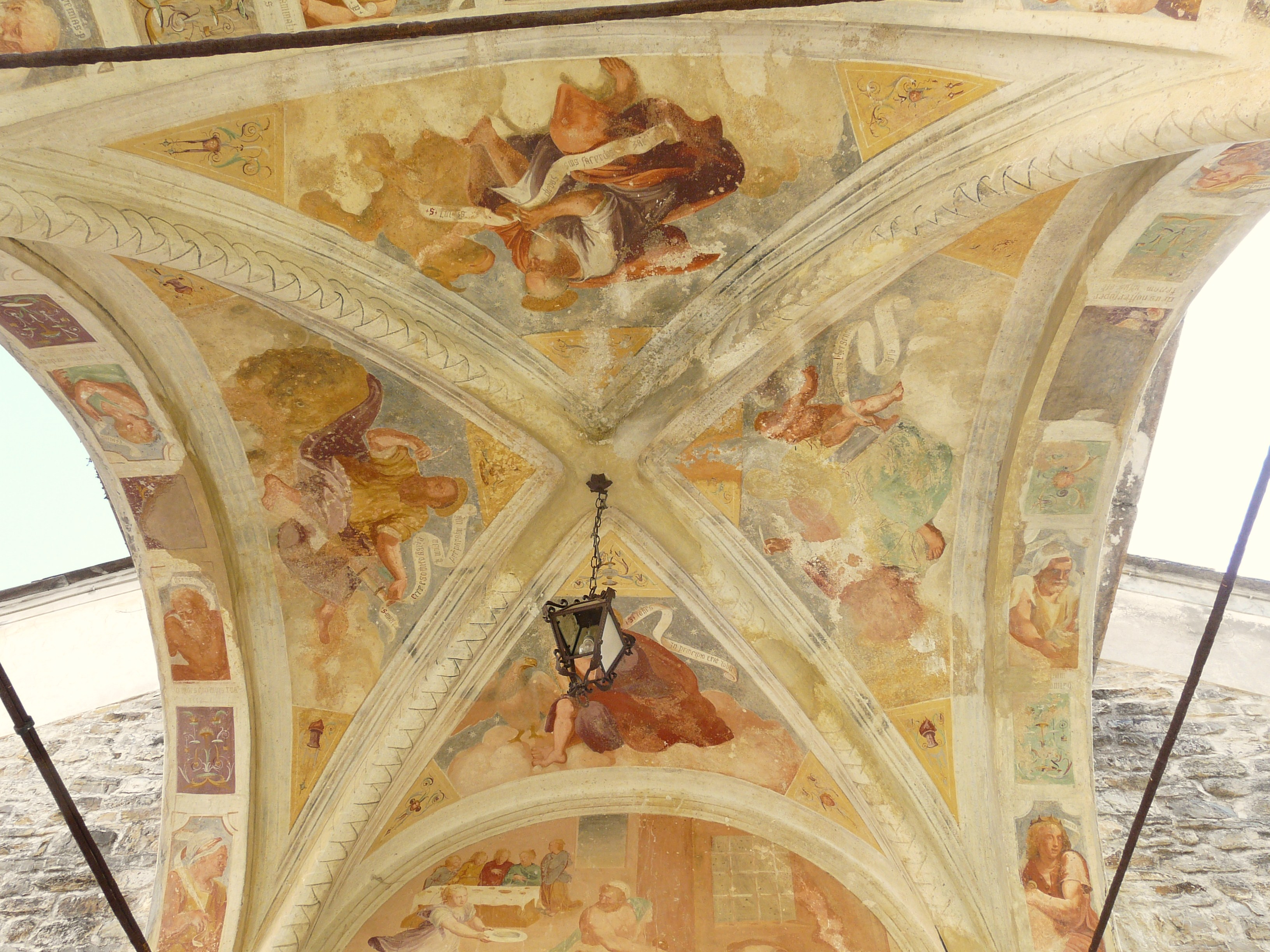
Particolare delle decorazioni del protiro

La struttura è originaria del XV secolo; la facciata presenta un piccolo portico rinascimentale, aggiunto all'inizio del Cinquecento e che presenta nella lunetta e nella volta a crociera affreschi raffiguranti la Decollazione di san Giovanni Battista, sorretto da due pilastri in pietra scolpiti con motivi naturalistici e trecce verticali. Sulla sinistra un secondo portichetto congiunge la chiesa con la torre campanaria in pietra, aperta da bifore e sovrastata da una cuspide.
L'interno dell'edificio è diviso in tre navate e presenta una copertura a volta a botte, divisa da quattro ordini di archi a sesto acuto poggianti su colonne con capitelli cubici. Nella porticina d'accesso al campanile è presente un architrave in ardesia scolpito con gli stemmi nobiliari dei conti di Ventimiglia e del Gran Bastardo di Savoia Renato di Savoia-Villars, del monogramma di Cristo e la datazione "1º luglio 1519".
Tra le opere d'arte vi è conservato il polittico del 1547 del pittore Agostino da Casanova ritraente i Santi Sebastiano, Giovanni Battista e Rocco e altre pitture di Francesco Bruno.